# ふにんがす
ふにんがすは、宇宙人狼ゲーム『Among Us』の大規模コラボプレイである。動画投稿者の「ふにちか」が主催し、ボイスロイド動画投稿者やCeVIO実況者などが参加している。参加者のそれぞれの視点からの動画も投稿されている。
メンバー間では、『Among Us』以外のゲーム配信も行われている。

## 概要
2021年1月3日に「ふにちか」を含む配信者ら8人でスタート。当初はタイトルが決まっておらず、同年3月に「ふにちか」の名を取り、タグとして「ふにんがす」の名称が決定した。開始後は、別の「卓」（Among Us、TRPGなどのゲームコミュニティー）のメンバー、ニコニコ動画の動画投稿者などを招待する形でメンバーを増やしていった。2022年現在では15人プレイが多いが、状況次第では15人より少ない人数でのプレイとなることもある。
「ふにちか」はイラストレーターでもあり、メンバーが実況動画においてアバターとして用いているボイスロイドの「立ち絵」を投稿している（ニコニコ静画にあるのはサンプルで、ダウンロード先のアドレスを掲載している）。これらは当然、メンバー以外もボイスロイド動画などで使用できる。メンバーが自作のイラストを用いることもある。
「週刊ニコニコインフォ」の第42回目放送内の企画「ニコニコ検索トレンドワード」では動画タグ「ふにんがす」が9位にランクインしている。
2021年秋期に開催された「ニコニコ動画プレミアムアワード2021秋」では、ガッkoya投稿の動画『【among us】う、ウナちゃん何てことを……! 実況 #11【ふにんがす】』がグッドクリエイティブ賞を獲得した。ユーザー投票最終ランキングでは「ニコライ・ボルコフ」の動画『【Among Us】コラボ宇宙人狼 その1【ふにんがす】』の1位受賞に始まり、1位から25位までのランキングの中で13位と18位以外の23件の動画がふにんがす関連の動画となった。
ドワンゴとピクシブが共同開催している「ネット流行語100 2021」では「ふにちか」がふにんがす主催者として年間大賞2021 表彰式に参加している。「ネット流行語100 2021」では「ふにんがす」が15位にランクインした。「ふにんがす」は、ニコニコ賞のアンケートでは2位にランクインしていた。
2022年1月10日にはSUSURU TV.のSUSURUをゲストに迎えた配信も行っている。
2022年5月開催の「INDIE Live Expo 2022」では、インディゲーム実況アワードの「編集技術を教えてほしいで賞」に、ふにちかを始めとした実況者による「ふにんがすシリーズ」が選ばれている。
2022年12月開催の「【ふにんがす×ニコニコ】メンバー19人大集合！オフでゲームを遊ぼう 2022冬」では、豚野郎が提案したVRアモングアスも行われた。その時通常の試合も行われ、その時の試合に栗田穣崇(しげたかもん)が試合に参戦した。なお栗田穣崇(しげたかもん)はアモングアスのタスクの一つであるシャワーヘッドを直すタスクでシャワーヘッドが直せなかった。
2022年12月26日に発表された「ニコニコ動画アワード2022」では、当企画を扱ったシルシラによる動画が音声合成ソフト賞 ゲーム実況部門を、ちくわかによる動画が同部門のルーキー賞を受賞した。

## メンバー
- ふにちか[6] - 主催者[5]
- 魔球[6]
- いわし＠超ビビリ[6]
- シルシラ[6]
- 如月ラギ[6]
- 国信大ボイロ部[6]
- てち＠ためにならない(引退)
- 豚野郎(活動休止中)
- たらちゃん（英国面）[6](卒業)
- ビームマンP
- 戌宮![6]
- ヶ崎[6]
- たいたぬ[15]
- のえぞう[6]
- ガッkoya[6]
- 駄犬ゆつくり（駄犬ゆっくり）[6]
- 妙楽[6]
- キスミィ[6]
- Mr.kk
- 凪尾[6]
- けむり[6]
- カタタタキ多々鷹[6]
- カーギィ
- ニコライ・ボルコフ[6]
- ねこどん
- ジロー
- ベホイミ
- NANO
- ピスタチオ[6]
- じょかあき[6]
- 土奴[6]
- 猫野和錆[6]
- なりす
- ピロ彦
- Mini(引退)
- ねこみや
- 甘党ふうせん
- ちくわか

## ゲスト
- susuru
- 栗田穣崇(しげたかもん)